# Jugendliebe
Jugendliebe ist ein Lied, das 1978 von Bernd Henning komponiert und von Burkhard Lasch getextet wurde. Ute Freudenberg interpretierte den Titel mit der Gruppe Elefant. Es war ihr größter Hit in der DDR und gilt als „Klassiker der DDR-Rock- und Popgeschichte“.

## Geschichte
Ute Freudenberg trat ab 1976 mit Elefant auf. Jugendliebe entstand 1978. Komponiert wurde der Schlager vom späteren Gitarristen der Band, Bernd Henning. Den Text schrieb Burkhard Lasch, der auch Manager der Band war. Die erste größere öffentliche Vorstellung dieses Titels erfolgte 1978 bei einem Konzert auf Usedom. Später war die Band um Ute Freudenberg völlig neu formiert worden und nach Ost-Berlin umgezogen. 1979 wurde Jugendliebe als Rundfunktitel im Berliner Rundfunk produziert. Das Stück wurde 1980 bei Amiga als Single veröffentlicht. Das Lied erschien im selben Jahr auf der ersten, gleichnamigen LP von Ute Freudenberg und Elefant. Diese LP erschien ebenfalls 1980 in einer anderen Ausgabe in der Bundesrepublik Deutschland. Jugendliebe wird bis heute in Konzerten von Ute Freudenberg gesungen.

## Beschreibung
Das Lied beschreibt die Liebe zwischen einem 14-jährigen Mädchen und einem Jungen. Der Junge „sprach von Liebe“, das Mädchen träumt von einer gemeinsamen Zukunft. Jahre später treffen sie sich wieder und denken an ihre damaligen Gefühle zurück. Auf die Anfangsstrophe folgt der Refrain. Nach einigen Zeilen – die das Wiedersehen schildern – folgt zweimal der Refrain, mit einer Zwischenzeile, in der man erfährt, dass die beiden sich geküsst haben.
Jugendliebe ist durchgehend in einer Dur-Tonart im langsamen Viervierteltakt geschrieben. Die schlichte Melodie wird von Keyboard und dezenter Rhythmusgruppe begleitet. Die Strophe wird tief gesungen, zum Refrain steigt die Melodie an.

## Sonstiges
1980 wurde Ute Freudenberg erstmals in der DDR zur beliebtesten Sängerin des Jahres gewählt. 2005 wurde das Lied in der ZDF-Sendung Unsere Besten – Jahrhundert-Hits auf Platz 16 gewählt. Ute Freudenbergs 2012 erschienene Biografie heißt Jugendliebe – eine Biografie. Eine Reihe von Kompilationen zur DDR-Unterhaltungsmusik heißt Jugendliebe. Das waren unsere Hits. Auch die 2012 erschienene Doppel-CD mit Freudenberg-Titeln aus 40 Jahren heißt Jugendliebe.

## Veröffentlichungen
- 1980: Jugendliebe / Disco-Fieber (Single, Amiga)
- 1980: Jugendliebe auf Jugendliebe (LP, Amiga)
- 1980: Jugendliebe auf Jugendliebe (LP, Pool-Teldec)

und viele weitere Veröffentlichungen ab 1980, gesungen von Ute Freudenberg, sowie Coverversionen, unter anderem von Marina Koller 2012.